# 矢岳駅
矢岳駅（やたけえき）は、熊本県人吉市矢岳町にある、九州旅客鉄道（JR九州）肥薩線の駅である。
肥薩線の山線と呼ばれる険しい区間にある駅の一つで、肥薩線で最も高く標高約536.9メートルの地点に位置する。2000年3月12日のダイヤ改正で急行「えびの」が廃止されるまでは急行停車駅であった。

## 歴史
駅建設時は、藍田村大字大畑という地名であったが、矢岳山を貫く矢岳第一トンネルが近くにあることから矢岳駅と称することになり、そこから後に町名も矢岳町となった。駅開設当時は僻地で、利用が少ないと心配されていたが、やがて運送業者や木材業者が集まるようになり、木炭や木材の積み出しで賑わうようになった。第二次世界大戦後は開拓者の入植もあり、昭和30年代には約160戸780人が矢岳町に住んでいた。

### 年表
- 1909年（明治42年）11月21日：鹿児島本線の一部として鉄道院が開設[2]。
- 1927年（昭和2年）10月17日：海岸ルート（川内本線）全通に伴い肥薩線所属駅となる[4]。
- 1972年（昭和47年）：構内にSL展示館開設。
- 1974年（昭和49年）10月1日：貨物取扱廃止[5]。
- 1984年（昭和59年）2月1日：荷物扱い廃止[5]。
- 1986年（昭和61年）11月1日：駅員無配置駅となる[6]。
- 1987年（昭和62年）4月1日：国鉄分割民営化によりJR九州が継承[7]。
- 2007年（平成19年）11月30日：矢岳駅とSL展示館の保存車（蒸気機関車D51 170）が南九州近代化産業遺産群の物資輸送関連遺産の1つとして選ばれる[7][8]。
- 2020年（令和2年）7月4日：令和二年7月豪雨による営業休止。

## 駅構造
単式ホーム1面1線のみの地上駅。最盛期には、単式ホームの向かいに島式ホームがあって、線路も上下線合計3線に加え、貨物の積み下ろし用の線路も3本存在していた。木造駅舎を有する。
無人駅だが、日本三大車窓に数えられる観光区間に位置するため、駅舎の待合室には駅ノートが設置されている。また汲み取り式便所が設置されている。駅構内には蒸気機関車（SL）の展示館があり、D51 170が展示されている。並べて展示されていた58654（8620形）は、1988年に現役復帰した。

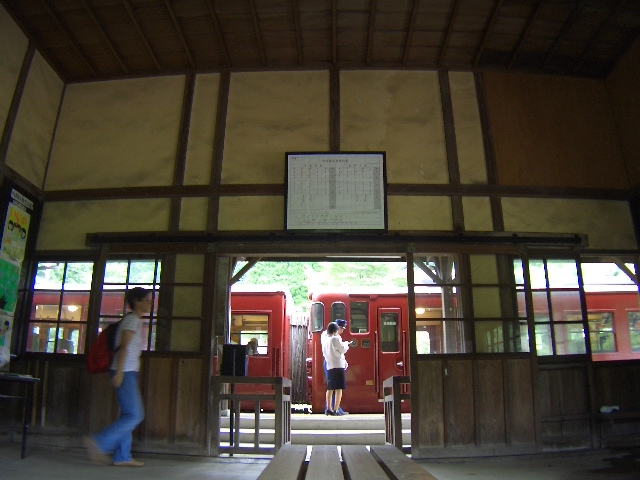
待合室内観
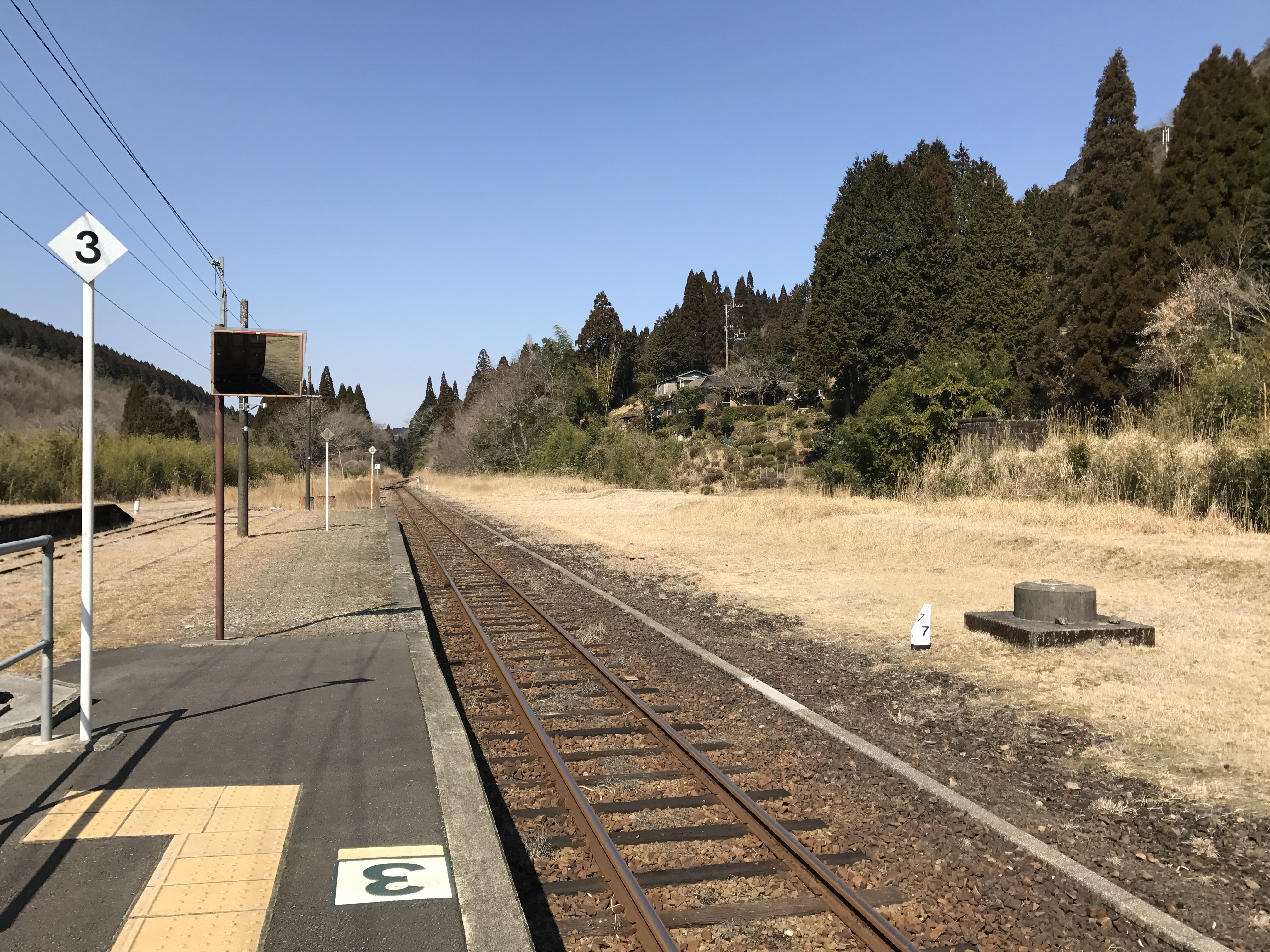
ホーム（2017年3月）
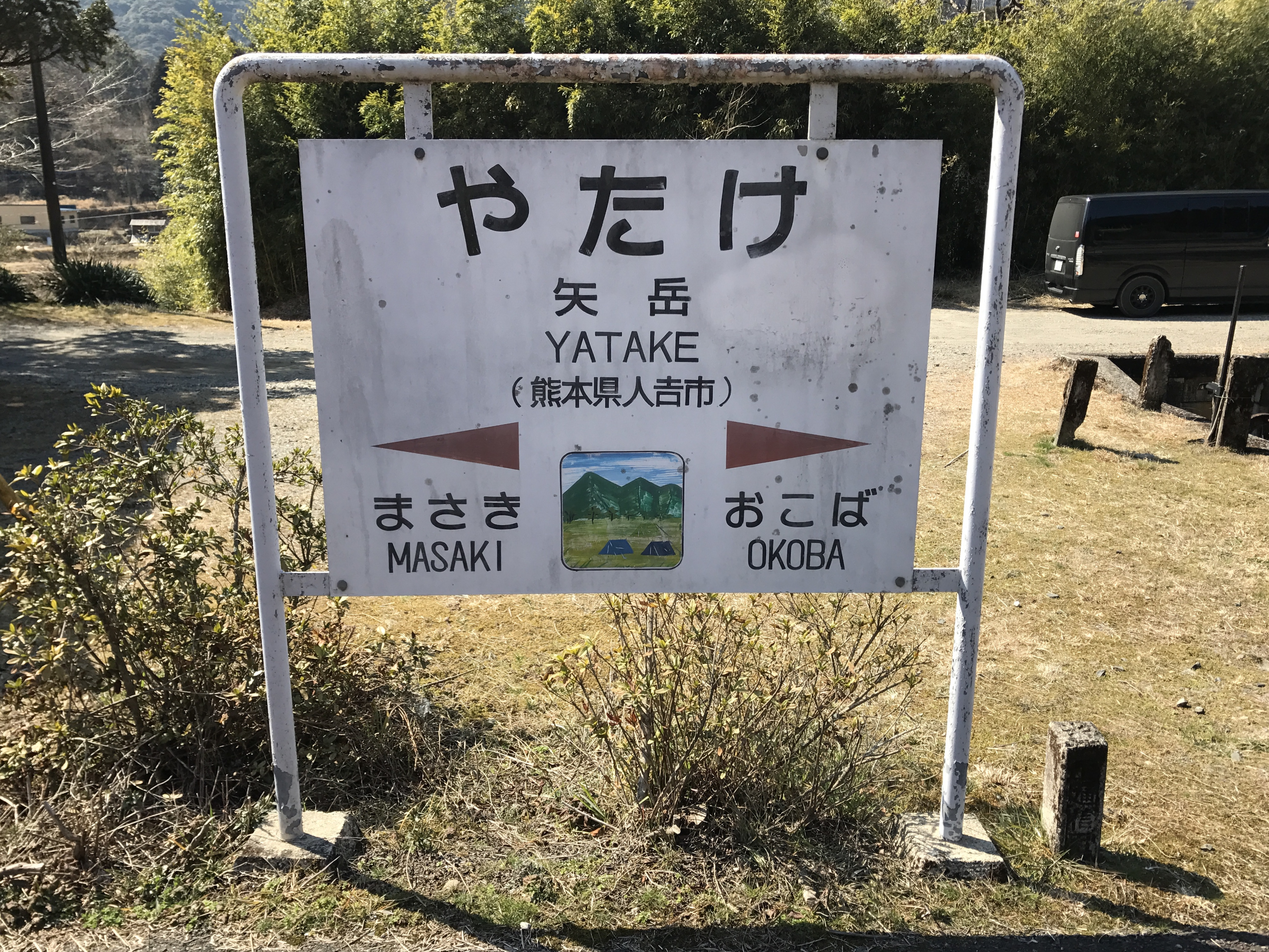
駅名標
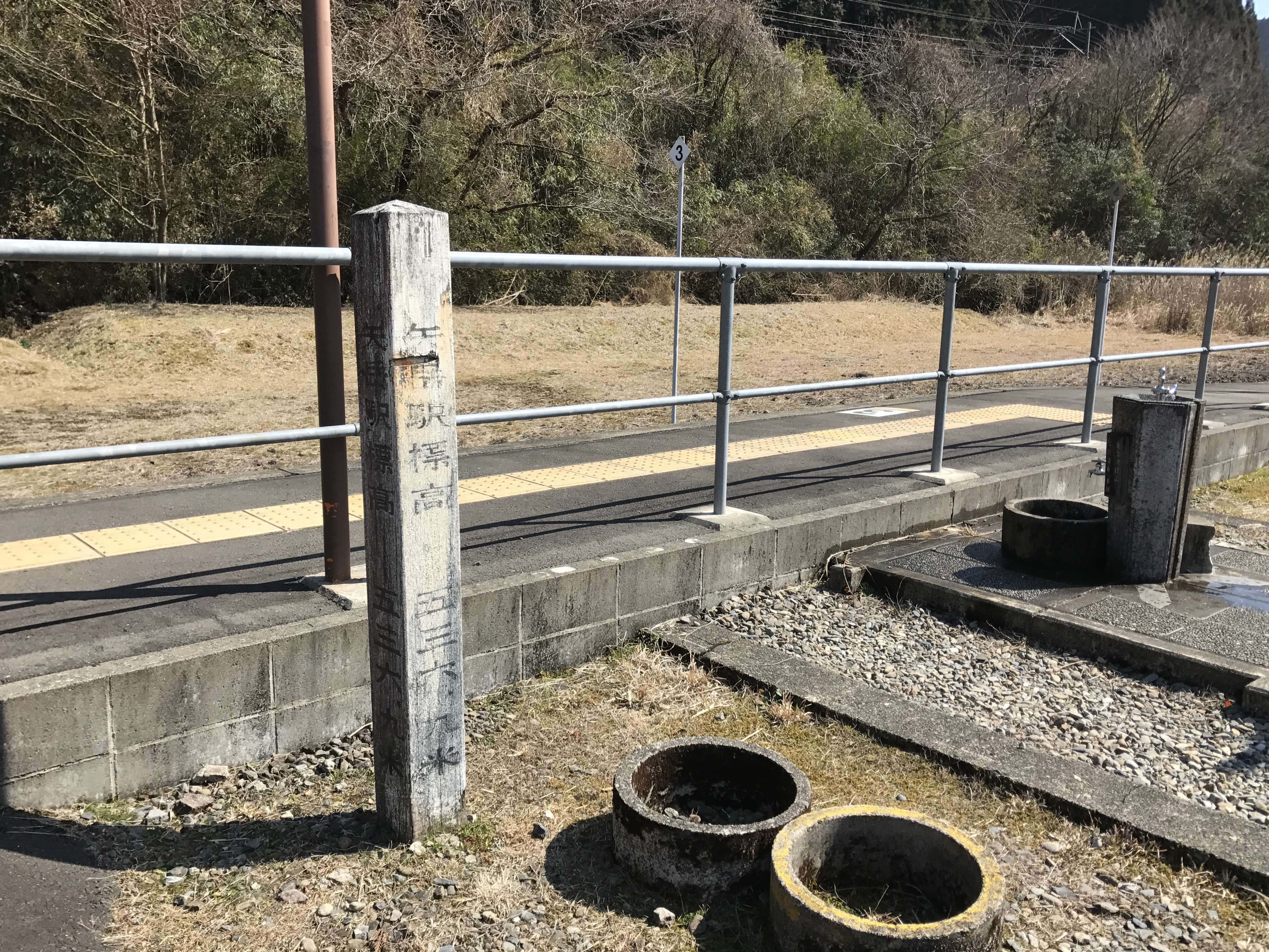
ホームにある標高標識
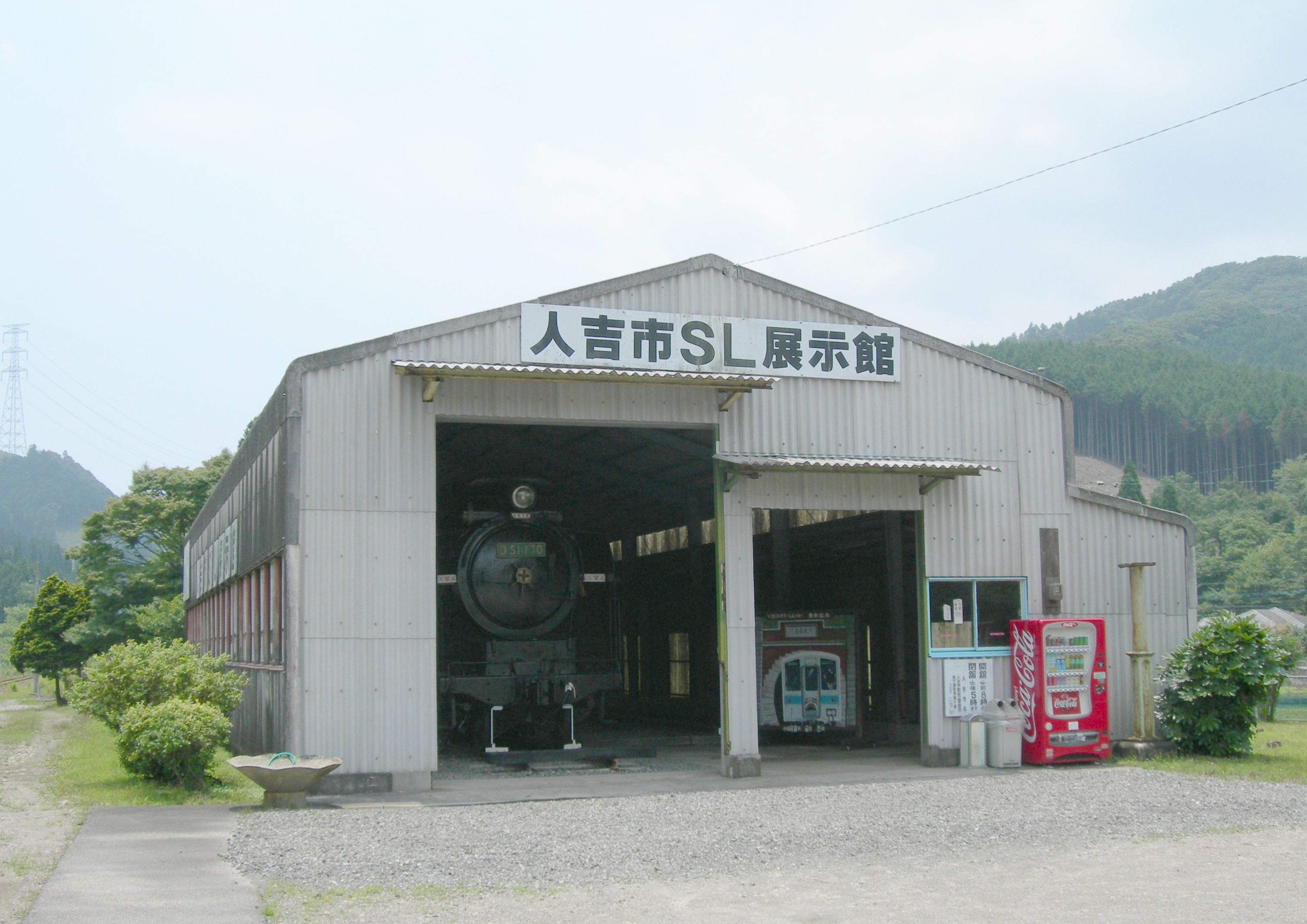
構内にある人吉市SL展示館
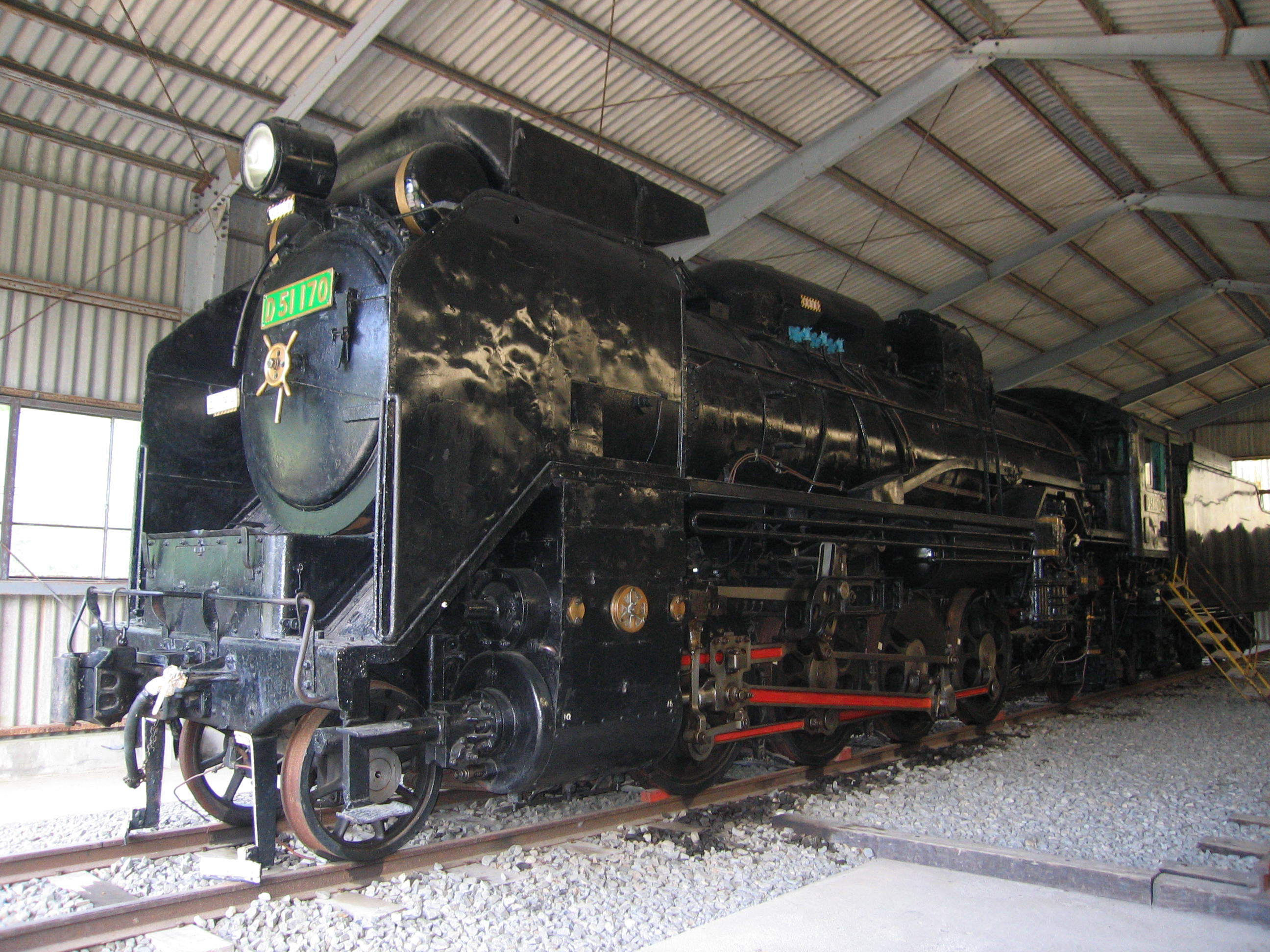
構内に展示されているD51 170

## 駅周辺
駅正面に小さな集落と田畑がある。鉄道開通までは陸の孤島であったというが開通と同時に集落が形成された。大正時代半ばには駅弁販売も行われていた。しかし川内廻りの海線の開通とともに肥薩線利用者は激減した。現在は当集落も過疎化が進み、付近の矢岳小学校は休校となっている。
駅正面から約100メートル離れた山麓の高台に、明治時代に建てられた矢岳駅の駅長官舎が残されている。肥薩線開通に伴って建てられたもので、建物財産票には明治42年11月と記載されているが、明治39年（1906年）6月の新聞で官舎建設が進行中と掲載されていることから、実際の完成はそれより早かったと推定されている。駅近くを流れる大川間川が出水を起こしても安全で、かつ駅を直視できる位置としてこの場所が選ばれ、かつては20戸に及ぶ官舎が付近に建ち並んでいた。1980年（昭和55年）に地元矢岳町の公民館に転用され、さらに2002年（平成14年）に個人所有となって住居として使われていた。建物は、木造平屋建て切妻造瓦葺の和風のもので、全国的に残存例が少ない明治期の鉄道官舎として貴重なものであるとして、2003年（平成15年）7月1日に国の登録有形文化財に登録された。この古民家を再利用して2019年（令和元年）8月2日より、クラシックレールウェイホテルによりホテル「星岳」として営業を開始した。利用者は、人吉駅でチェックインを行い、列車に乗って矢岳駅へ来て宿泊し、夕食は列車で大畑駅に併設されたレストランを利用する形態となっている。
矢岳駅より少し南側の踏切付近に熊本県と宮崎県の県境があり、そのすぐ南側に矢岳第一トンネルがある。日本の鉄道の初期に建設されたこのトンネルは難工事を極め、多数の犠牲者を出したほか、異常出水によって資材運搬用の馬が荷物ごと押し流されてしまったという話も残る。観光列車「いさぶろう・しんぺい」の名前の由来となった山縣伊三郎と後藤新平のそれぞれの筆による扁額「天険若夷」（てんけんじゃくい）と「引重致遠」（いんじゅうちえん）は、このトンネルの難工事を労るものでもある。なお扁額の意味は、「天険、夷（い）の若（ごと）し（天下の険しい難所を平地のようにした）」・「重きを引きいて遠きに致（ち）す（重い物を引いて遠くへ至ることが出来る）」とのことである。
この付近の東側2kmほどに肥薩線と平行して九州自動車道加久藤トンネルが通る。
矢岳第一トンネルと矢岳第二トンネルの間からは日本三大車窓のひとつ・矢岳越えからの霧島連山とえびの高原の絶景を望むことが出来る。ここで「いさぶろう」・「しんぺい」は一時停止して車窓を満喫できるサービスを行っている。天気が良ければ桜島、さらに条件が重なれば開聞岳までも望むことが出来る。

## 隣の駅
※観光列車「いさぶろう・しんぺい」の停車駅は列車記事を参照のこと。
九州旅客鉄道（JR九州）
■肥薩線
大畑駅 - 矢岳駅 - 真幸駅